# Landeshauptmann

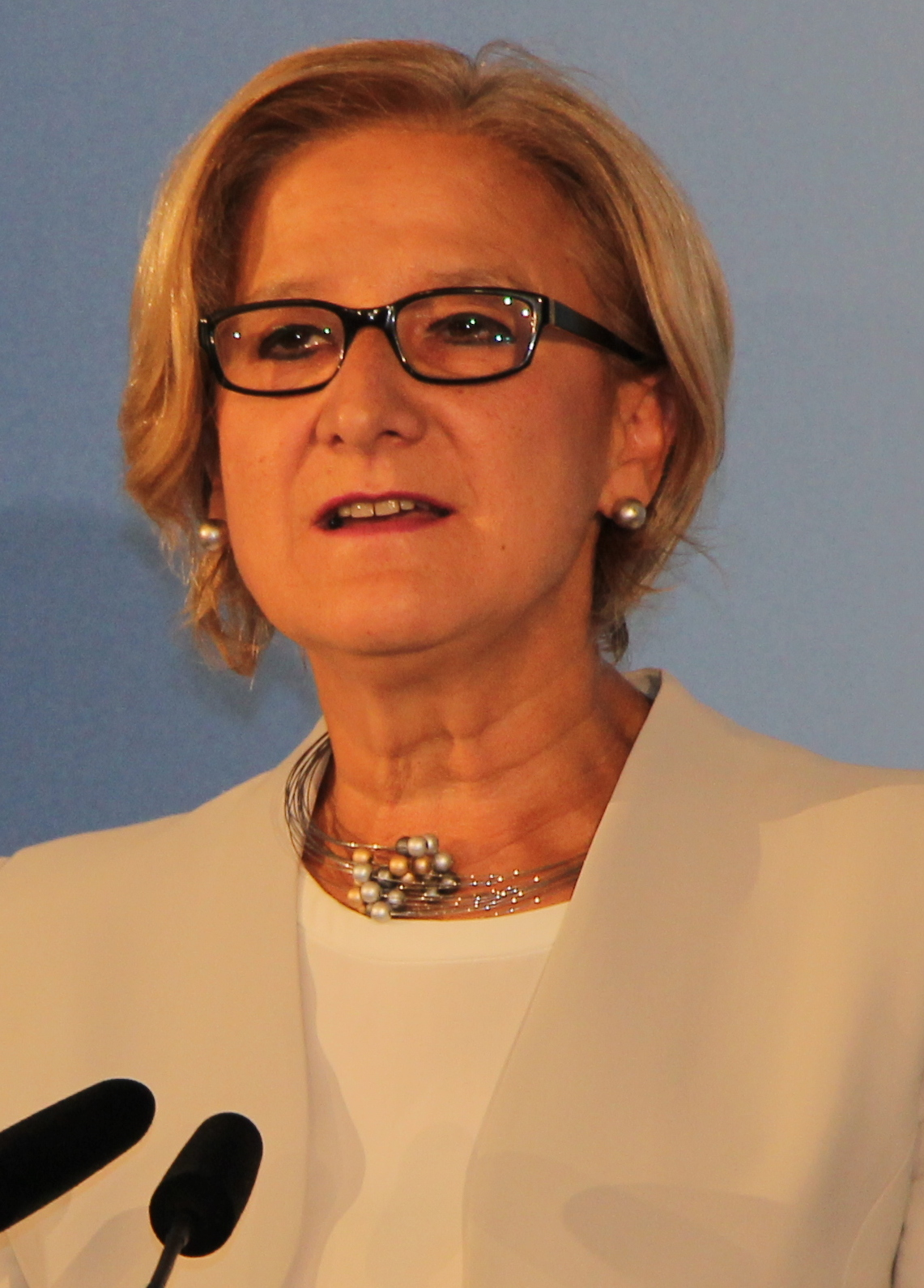
Johanna Mikl-Leitner är landeshauptfrau för Niederösterreich sedan 19 april 2017.

Landeshauptmann, Landeshauptfrau eller Frau Landeshauptmann är titeln för manliga respektive kvinnliga förbundslandsregeringschefer i Österrikes förbundsländer och de italienska autonoma provinserna Bozen-Sydtyrolen och Trento.

## Historik
Det här avsnittet är helt eller delvis baserat på material från  tyskspråkiga Wikipedia, Landeshauptmann, 2 juni 2021.
Titeln har sitt ursprung i den västra halvan av kejsardömet Österrike-Ungern, där landeshauptmann mellan 1861−1918 var titeln för de av kejsaren utsedda presidenterna för kronländernas lantdagar. Landeshauptmannen var samtidigt ordförande i det ständiga utskottet, som utövade lantdagens verkställande makt och kan sägas vara föregångaren till dagens förbundslandsregeringar.
Landeshauptmann har under en tid även använts i Preussen för provinsregeringars chefer och för guvernörer i kolonierna Tyska Sydvästafrika, Togoland och Tyska Nya Guinea.

## Österrike
I samband med att den första österrikiska republiken bildades 1918 övertog förbundsländerna beslutsrätten inom en rad områden. Lantdagen och landeshauptmannen fick nya roller och befogenheter, och landeshauptmannen blev nu uttalat regeringschef för de nya förbundslandsregeringarna. Från 1920 blev landeshauptmannen också Österrikes förbundsregerings representant i förbundslandet, och innehar därmed en dubbel roll. Här skiljer sig landeshaputmannens uppgifter från de tyska förbundsländernas ministerpresidenter, som i övrigt är snarlika.

### Val
Landeshauptmannen och den övriga förbundslandsregeringen väljs av lantdagen, förutom i Wien, där landeshauptmannen också är stadens borgmästare och därför väljs av stadsfullmäktige. Då förbundsländerna själva reglerar hur valet ska gå till, skiljer sig valförfarandet åt mellan dem.

### Uppgifter
Till landeshauptmannens uppgifter hör bland annat
- att företräda förbundslandet mot omvärlden, förbundsregeringen, andra förbundsländer och enskilda
- att sammankalla och leda förbundslandsregeringen och dess sammanträden
- svära in övriga ledamöter i förbundslandsregeringen
- kungöra författningsbeslut i förbundslandets officiella tidning, när förbundsregeringen inte har invändningar däremot
- själv och genom förbundslandsregeringens fackministrar verkställa förbundsregeringens uppdrag inom områden som handel, vatten och skogsbruk
- i händelse av kris, koordinera alla myndigheter i förbundslandet, inklusive säkerhetstjänst och försvarsmakt
- representera förbundslandet i internationella frågor, såsom Europeiska regionkommittén

## Italien
Även i de italienska autonoma provinserna Bozen-Sydtyrolen och Trento kallas regeringscheferna för landeshauptmann, till följd av de starka kulturella och språkliga band som finns till Österrike. Sydtyrolens landeshauptmann har dessutom säte i det italienska ministerrådet, när frågor om Sydtyrolen diskuteras där.

## Schweiz
Under det Gamla schweiziska edsförbundet användes landeshauptmann framför allt för den högsta ämbetsmannen i lantliga områden, och avsåg då främst försvarsfrågor.
I dåvarande republiken Valais avsåg landeshauptmann under perioden 1298–1798 i stället statschefen, och valdes på lantdagen av representanter för republikens sju distrikt, biskopen och domkapitlet. Landeshauptmannen var också biskopens världsliga representant. Ämbetet avskaffades 1798, när Frankrike invaderade. 
I kantonen Appenzell Innerrhoden är landeshauptmann titeln för en av sju regeringsmedlemmar, och har ansvar för jord- och skogsbruksfrågor.